# Lurie Garden

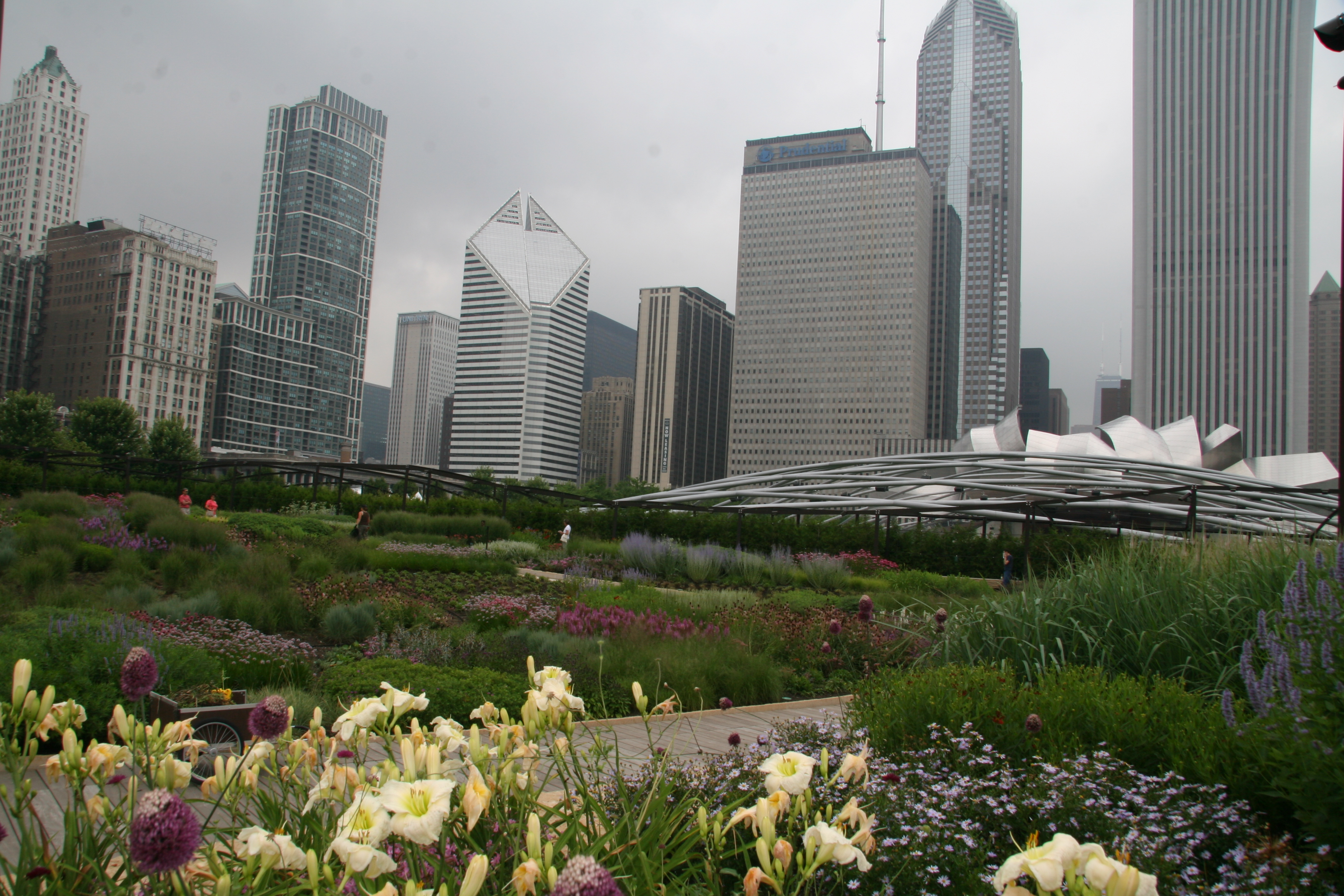
Michigan Boulevard District und die Randolph Street vom Lurie Garden aus gesehen

Der Lurie Garden ist ein etwa 20.000 m² großer Garten am südlichen Ende des Millennium Parks in Chicagos Loop-Bezirk, wobei etwa die Hälfte der Fläche begrünt ist. Entworfen wurde der Garten von Kathryn Gustafson, Piet Oudolf und Robert Israel. Der Garten wurde am 16. Juli 2004 eröffnet.

## Anlage
Der Garten ist eine Kombination von Stauden, Gräsern, Sträuchern und Bäumen. Bei dem Garten handelt es sich um die weltweit größte Dachbegrünungsfläche. Ein Hartholzsteg über flachem Wasser teilt den Garten diagonal zwischen einem „Licht“- und einem „Dunkel“-Teil. Die Anlage des Gartens kostete 13,2 Millionen USD und wurde mit einem Budget von 10 Millionen USD für den Unterhalt ausgestattet. Benannt wurde er nach der Ann and Robert H. Lurie Foundation , die 10 Millionen USD dafür gespendet hatte. Für Besucher gibt es geführte Wanderungen, Vorträge, interaktive Vorführungen, Familienfeste und Picknicks.
Der Garten liegt zwischen dem Lake Michigan im Osten und dem Chicago Loop im Westen und ist Teil des Millennium Parks, der wiederum Teil des größeren Grant Parks ist.

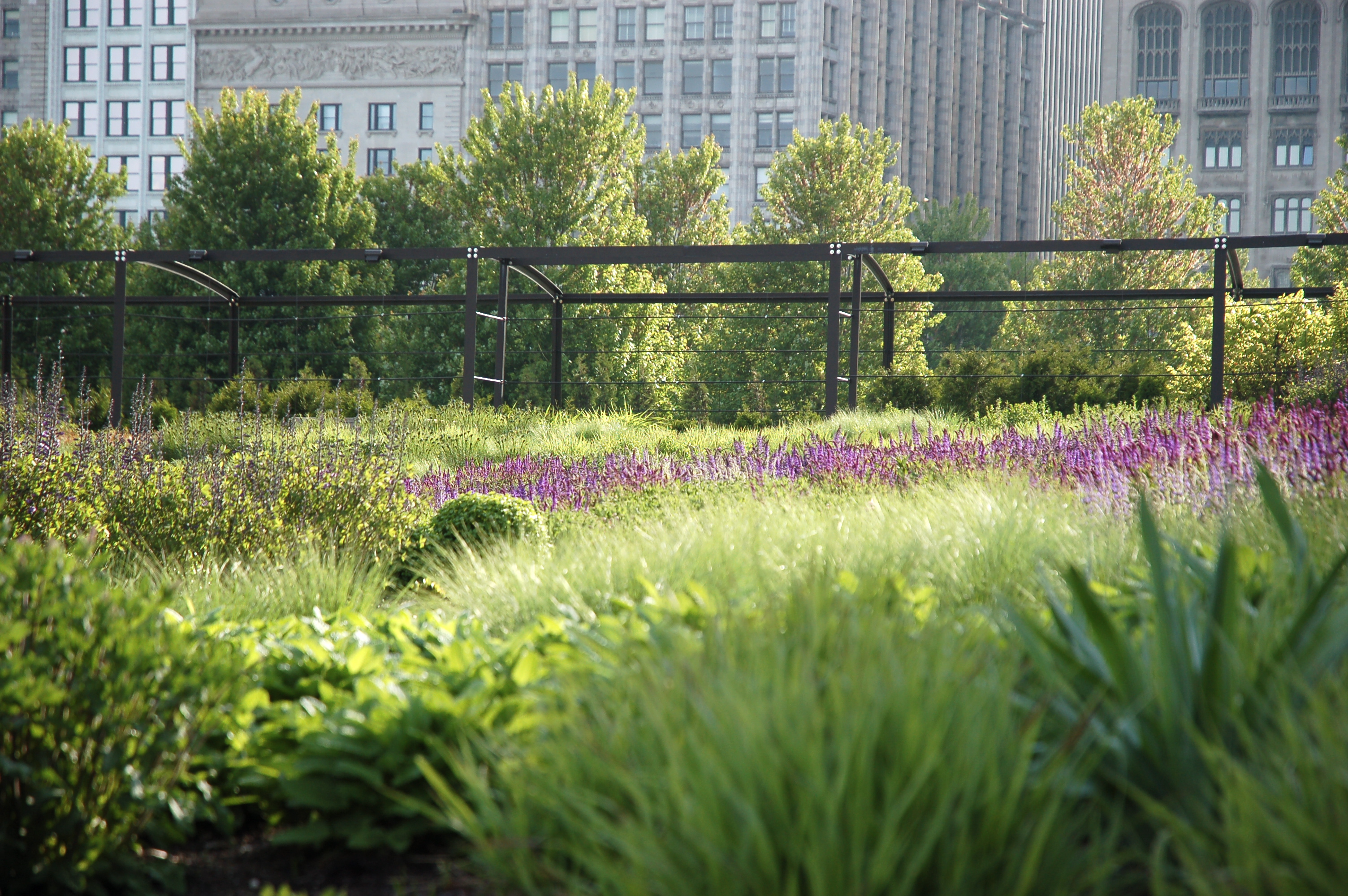
Bepflanzung im Lurie Garden

Der Lurie Garden ist nicht als botanischer Garten mit einem wissenschaftlichen Zweck angelegt und auch nicht mit einem Pflanzenmarkierungssystem ausgestattet. Etwa 60 % der verwendeten Pflanzen stammen ursprünglich aus Illinois. Im Frühjahr blühen dort unter anderem Sternkugel-Lauch, Prärielilien, Tulpen oder Pfingstrosen, im Sommer beispielsweise Zierlauch, Seidenpflanzen und Bergminzen. Für die Herbst- und Winterbepflanzung wurden Pflanzen wie Herbst-Anemonen, Astern, Rutenhirse und Krötenlilien gewählt.